# Wigbolt Ripperda

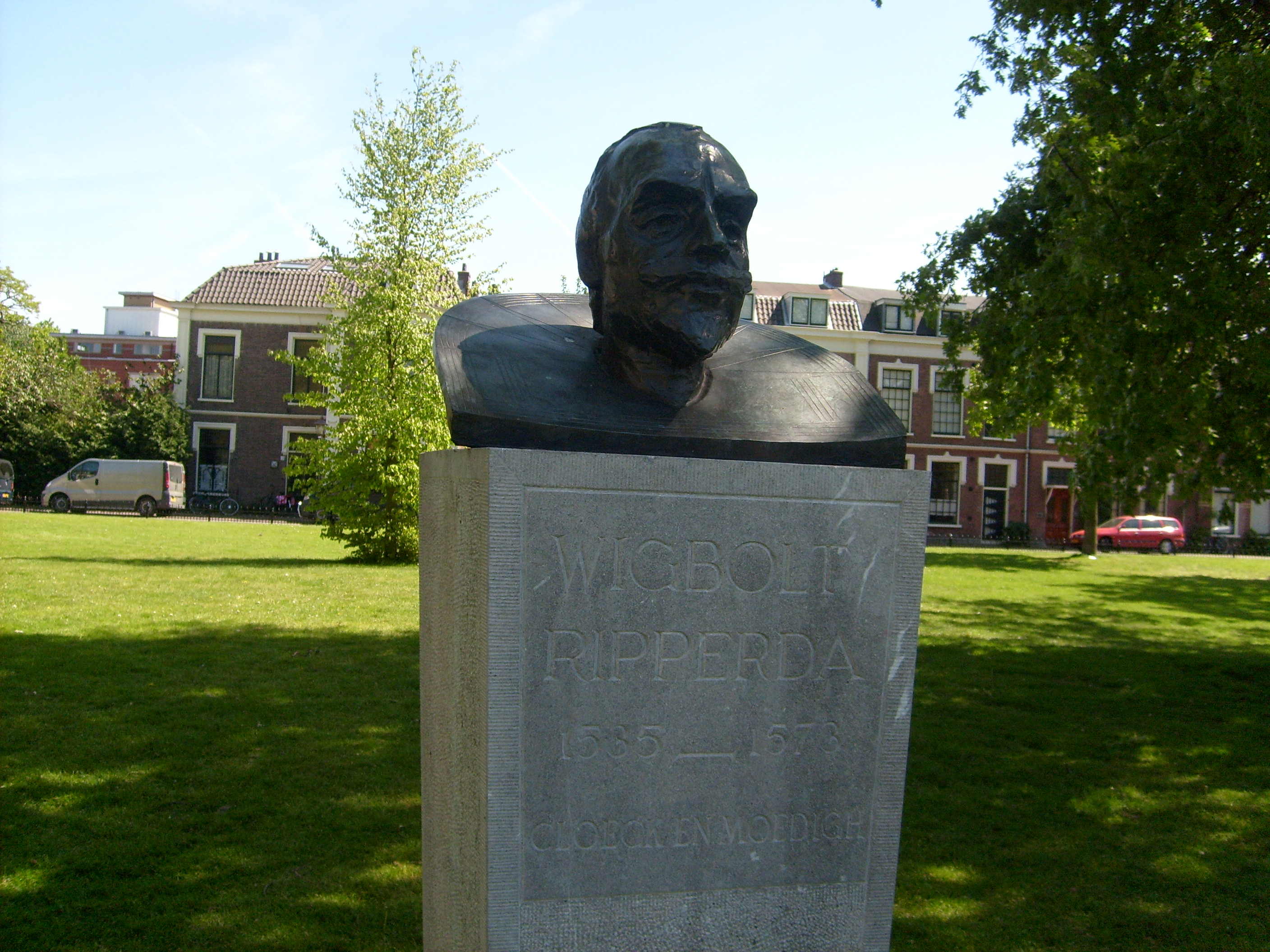
Buste van Wigbolt Ripperda in het Ripperdapark te Haarlem

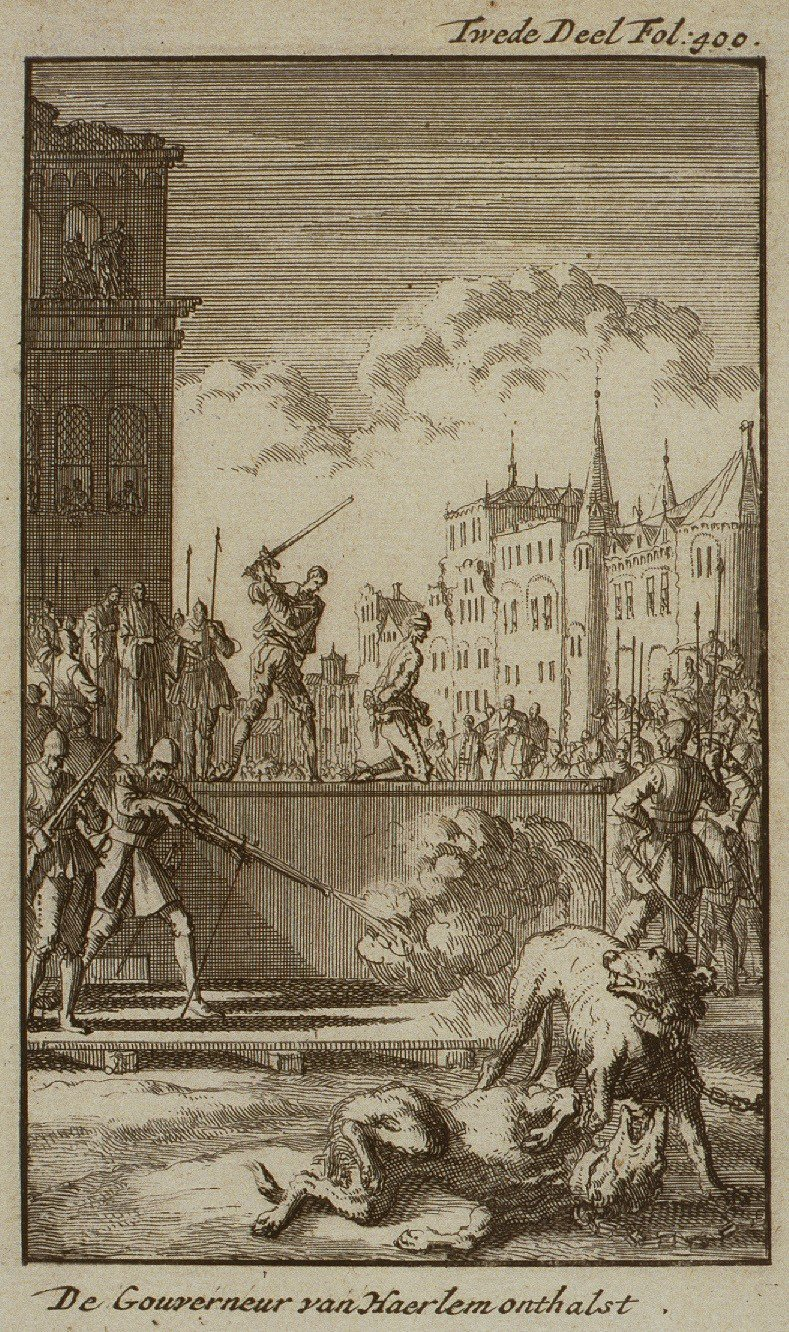
Ripperda werd na de overgave door de Spanjaarden op 16 juli 1573 op de Grote Markt onthoofd

Wigbolt rijksbaron Ripperda tot Winsum (Winsum, Groningen, omstreeks 1535 – Haarlem, 16 juli 1573) was een telg uit het oudadellijke geslacht Ripperda en maakte aan het begin van de Tachtigjarige Oorlog deel uit van het leger van Willem van Oranje. 
Wigbolt was een zoon van Fokko rijksbaron Ripperda, heer van Winsum, en Anna van Ewsum. Hij had vier broers die in de strijd het leven verloren.
De calvinist Wigbolt Ripperda is de geschiedenis ingegaan als de man die leiding gaf aan de Haarlemmers tijdens het Beleg van Haarlem, een maandenlange militaire uitputtingsslag die duurde van december 1572 tot juli 1573 en waarbij duizenden het leven lieten. 
Nadat Ripperda samen met onder meer Kenau Simonsdochter Hasselaer en de andere Haarlemmers de stad zeven maanden lang had verdedigd tegen de Spaanse troepen, gaf de uitgeputte Haarlemse bevolking zich op 12 juli 1573 over. Op 16 juli werd Ripperda onthoofd op 't Sant (later hernoemd tot De Grote Markt). Ook enkele honderden van zijn medestanders werden na de overgave door de bezetter vermoord. 
In Haarlem, Amsterdam en in Winsum zijn onder meer verschillende straten, gebouwen en een park naar hem vernoemd, evenals de in Haarlem-Noord aan de Kleverlaan gelegen voormalige Ripperdakazerne.

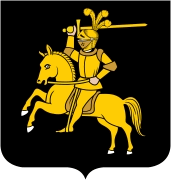
Stamwapen Ripperda
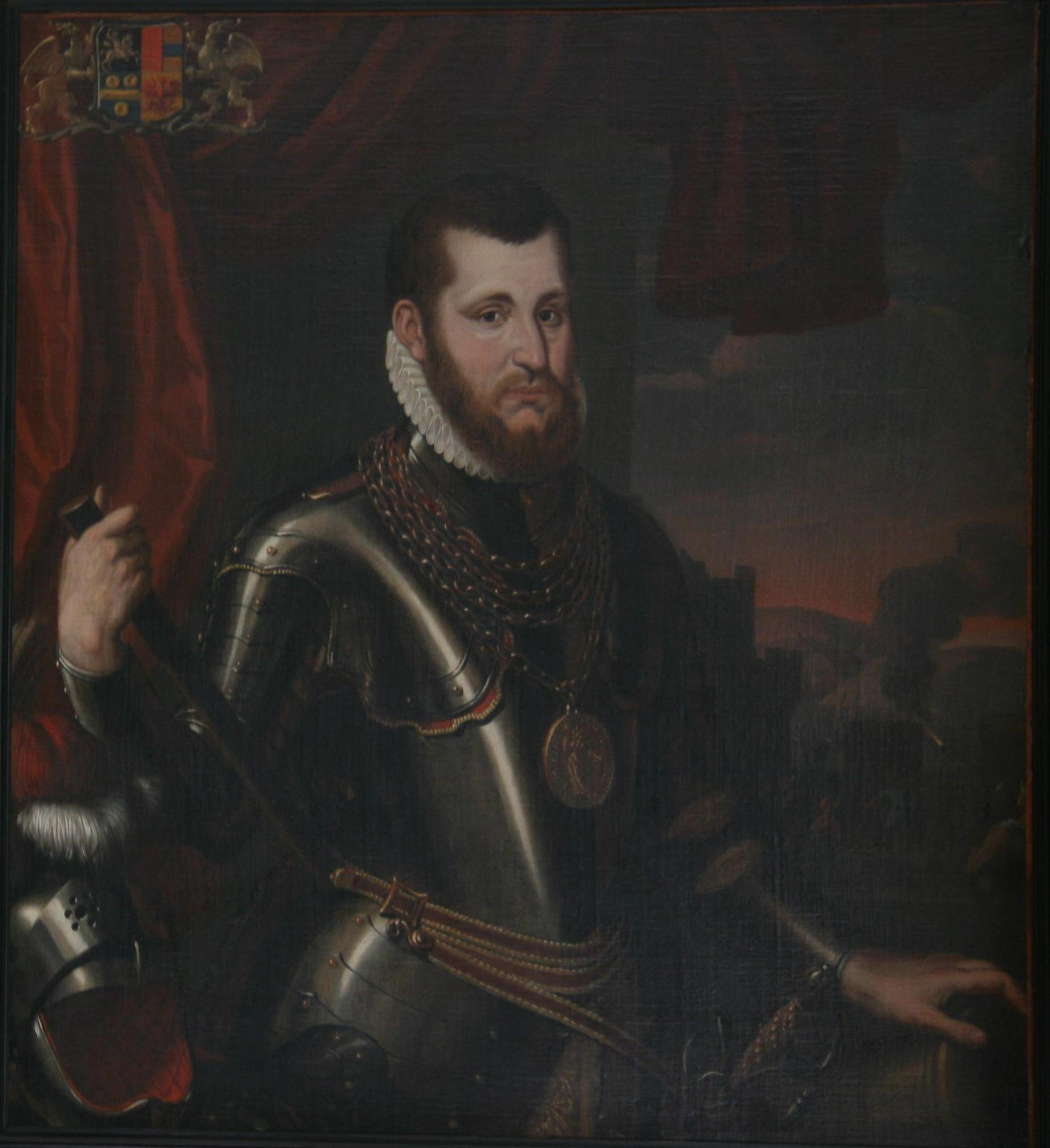
Portret Wigbolt Ripperda
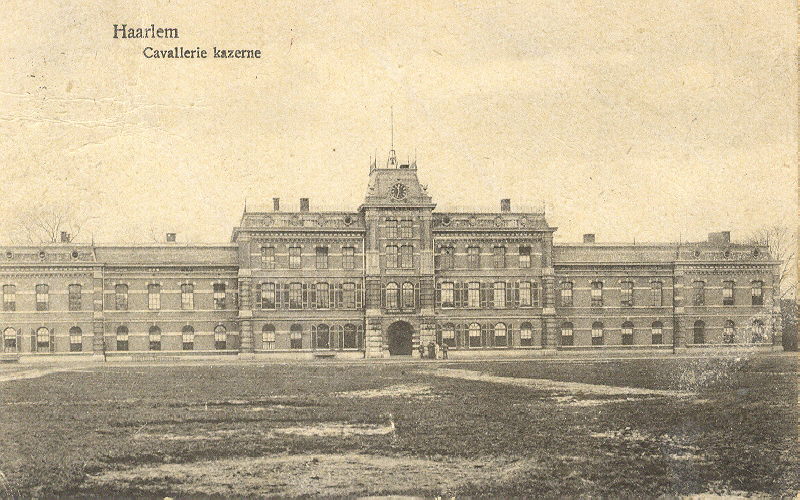
Ripperdakazerne (1890)
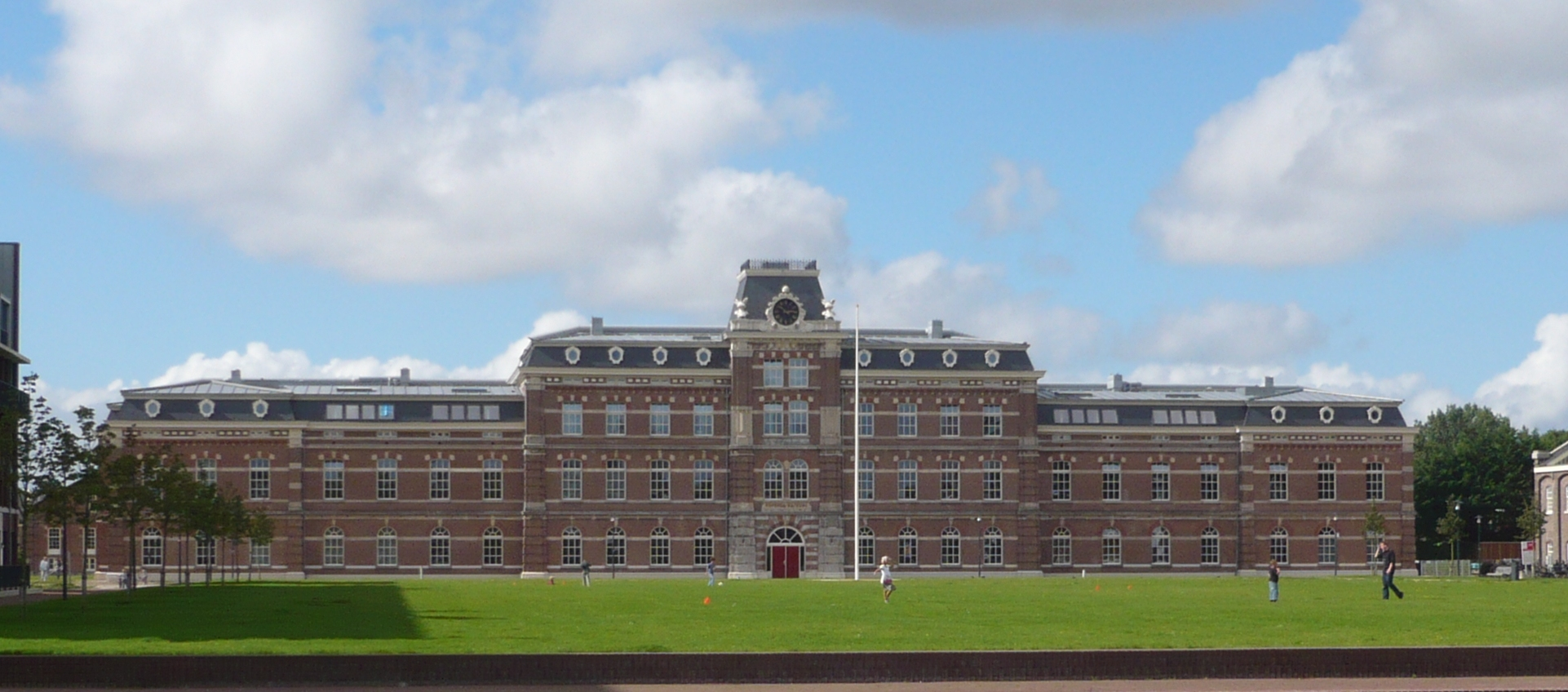
Ripperdakazerne (2010)